# اوزمیز

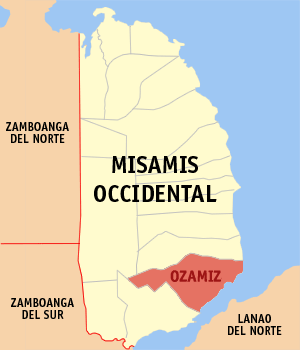

اوزامیز، شهری جزئی در استان میسامی غربی، فیلیپین است. بر اساس سرشماری سال ۲۰۲۰، جمعیت آن ۱۴۰٬۳۳۴ نفر است.